# José Milá y Pí
José Milá y Pí (Barcelona, 1853-Esplugas de Llobregat, 25 de abril de 1922) fue un abogado y político español.

## Biografía
Nació en Barcelona en 1853. Doctor en derecho, abogado desde 1877, fue concejal del Ayuntamiento de Barcelona entre 1887 y 1891, desempeñando en este período la tenencia de alcaldía y llegando a ejercer de alcalde accidental, redactando las ordenanzas municipales de Barcelona. Miembro del círculo  conservador de Barcelona a comienzos del siglo xx, de filiación silvelista y miembro del Colegio de Abogados de Barcelona, fue nombrado alcalde de Barcelona el 12 de octubre de 1899 tras la dimisión forzada del doctor Robert. , por su apoyo a la insumisión fiscal del llamado Cierre de Cajas. Desempeñó el cargo entre octubre de 1899 y noviembre de 1900.
Falleció el 25 de abril de 1922 en su finca de Esplugas de Llobregat. Fue padre de José María Milá Camps.. Es además bisabuelo de los periodistas Mercedes Milá y Lorenzo Milá.